# Пеннингтон, Ли
Ли Гу́мбольдт Пе́ннингтон (англ. Leigh Humboldt Pennington, 1877—1929) — американский миколог, фитопатолог и физиолог растений.

## Биография
Ли Пеннингтон родился в городке Мейкон штата Мичиган 26 октября 1877 года. Учился в Мичиганском университете, в 1907 году получил степень бакалавра искусств, после чего остался в университете для подготовки диссертации доктора философии, защищённой в 1909 году.
С 1906 по 1909 год Пеннингтон работал в Мичиганском университете в должности ассистента. В 1909—1910 годах он являлся инструктором в Северо-Западном университете. Последующие четыре года Ли Пеннингтон преподавал в Сиракьюсском университете, сначала в звании доцента, затем — будучи профессором.
С 1914 года Пеннингтон был профессором Нью-Йоркского лесоводческого колледжа штата, возглавлял отделение лесной ботаники. В 1929 году он, будучи на годичном отпуске, занимался исследованиями при поддержке Министерства сельского хозяйства. 21 апреля (по другим данным, 3 апреля, 23 апреля или 24 апреля) 1929 года в Вашингтоне Пеннингтон скоропостижно скончался.
Пеннингтон был автором обработке рода Marasmius в 9-м томе монографии «Североамериканской флоры» под редакцией Натаниэля Лорда Бриттона.

## Некоторые научные работы
- Pennington, L.H. Marasmius // North American flora / ed. by N. L. Britton. — 1915. — Vol. 9(4). — P. 250—286.

## Виды, названные в честь Л. Пеннингтона
- Pholiota penningtoniana A.H.Sm. & Hesler, 1968
- Polyporus penningtonii Speg., 1902
- Puccinia penningtonii Syd., 1904